# Prix Dodô et Osmar
Créé en 1992, le prix Dodô et Osmar (troféu Dodô e Osmar) récompense tous les ans les meilleurs interprètes du carnaval de Salvador. Il est considéré comme les Oscars du carnaval de Salvador.   

## Origine
Ce prix a été créé en hommage à Adolfo Nascimento - dit Dodô - et Osmar Macêdo - Osmar -, musiciens et techniciens, qui développèrent la fête du carnaval à Bahia en créant le trio elétrico.

## Vainqueurs

### Meilleur chanteur
- 1992 - Bell Marques
- 1993 - Ricardo Chaves
- 1994 - Ricardo Chaves
- 1995 - Tatau (Araketu)
- 1996 - Tatau
- 1997 - Bell Marques (Chiclete com Banana)
- 1998 - Bell Marques
- 1999 - Bell Marques
- 2000 - non attribué
- 2001 - Xandy
- 2002 - Bell Marques
- 2003 - Saulo Fernandes
- 2004 - Xandy (Harmonia do Samba)
- 2005 - Bell Marques
- 2006 - Bell Marques
- 2007 - Bell Marques
- 2008 - Bell Marques

### Meilleure chanteuse
- 1992 - Daniela Mercury
- 1993 - Márcia Freire
- 1994 - Márcia Freire
- 1995 - Márcia Freire
- 1996 - Ivete Sangalo
- 1997 - Daniela Mercury
- 1998 - Ivete Sangalo
- 1999 - Ivete Sangalo
- 2000 - non attribué
- 2001 - Ivete Sangalo
- 2002 - Ivete Sangalo
- 2003 - Margareth Menezes
- 2004 - Margareth Menezes
- 2005 - Ivete Sangalo
- 2006 - Ivete Sangalo
- 2007 - Ivete Sangalo
- 2008 - Ivete Sangalo

### Meilleur groupe
- 1992 - Asa de Águia
- 1993 - Asa de Águia et Banda Beijo
- 1994 - Chiclete com Banana
- 1995 - Cheiro de Amor
- 1996 - non attribué
- 1997 - Banda Eva
- 1998 - Banda Eva
- 1999 - Araketu
- 2000 - non attribué
- 2001 - Araketu
- 2002 - Banda do Bem
- 2003 - Coruja
- 2004 - Banda do Bem
- 2005 - Chiclete com Banana
- 2006 - Chiclete com Banana
- 2007 - Psirico
- 2008 - Psirico

### Chanteur révélation
- 1992 - Robson (Banda mel)
- 1993 - Paulo Levi (Banda tapajós)
- 1994 - Xexéu
- 1995 - Sidney Moura
- 1996 - Átila
- 1997 - Reinaldo (Terra Samba)
- 1998 - Tuca Fernandes (Jammil e uma noites)
- 1999 - André Romero (Jheremias)
- 2000 - Xandy
- 2001 - Saulo (Chica Fé)
- 2002 - Kill (chanteur) (Patchanka)
- 2003 - Ticom (Os Bambaz)
- 2004 - Kiko (Pimenta N'ativa)
- 2005 - Tomatte
- 2006 - Pierre Onassis
- 2007 - Alexandre Guedes
- 2008 - Fredd (Voa Dois)

### Chanteuse révélation
- 1992 - Malu Soares (Banda Mel)
- 1993 - Cátia Guima (Banda Patrulha)
- 1994 - Dandara
- 1995 - Ivete Sangalo
- 1996 - Carla Cristina (Papa léguas)
- 1997 - Carla Visi (Cheiro de Amor)
- 1998 - Cátia Guimma et Will Carvalho
- 1999 - Gil (Banda Beijo)
- 2000 - Emanuelle Araújo
- 2001 - Verônica (Tiete)
- 2002 - Amanda (Timbalada)
- 2003 - Cláudia Leite (Babado Novo)
- 2004 - Alyne (Cheiro de Amor)
- 2005 - Elaine Fernandes
- 2006 - Mariela
- 2007 - Viviane Tripodi
- 2008 - Katê (Voa Dois)

### Groupe révélation
- 1992 - Fuzuê
- 1993 - Banda Biss
- 1994 - Pimenta N'Ativa
- 1995 - Banda Eva
- 1996 - Banda Crocodilo
- 1997 - Jheremmias
- 1998 - Bragada
- 1999 - Bom Balanço
- 2000 - As Meninas
- 2001 - Bragaboys
- 2002 - Patchanka
- 2003 - Babado Novo
- 2004 - non attribué
- 2005 - non attribué
- 2006 - Vixe Mainha
- 2007 - Motumbá
- 2008 - Voa Dois